# یافه الناصره
یافه الناصره (به لاتین: Yafa an-Naseriyye) یک منطقهٔ مسکونی در اسرائیل است که در شمال واقع شده‌است.